# Caradrina barbarica
Caradrina barbarica är en fjärilsart som beskrevs av Charles Boursin 1936. Caradrina barbarica ingår i släktet Caradrina och familjen nattflyn. Inga underarter finns listade i Catalogue of Life.